# 2023 en cyclisme
| Années du cyclisme : 2020 - 2021 - 2022 - 2023 - 2024 - 2025 - 2026    |
| Décennies du cyclisme : 1990 - 2000 - 2010 - 2020 - 2030 - 2040 - 2050 |

Le calendrier principal de l'année 2023 en cyclisme.

## Par mois

### Janvier
- 8 janvier  : Coupe du monde de cyclo-cross, manche de Zonhoven
- 15-17 janvier  : Tour Down Under (UCI World Tour)
- 17-22 janvier  : Women's Tour Down Under (UCI World Tour féminin)
- 22 janvier  : Coupe du monde de cyclo-cross, manche de Benidorm
- 28 janvier  : Cadel Evans Great Ocean Road Race Women (UCI World Tour féminin)
- 29 janvier  : Cadel Evans Great Ocean Road Race (UCI World Tour)
- 29 janvier  : Coupe du monde de cyclo-cross, manche de Besançon

### Février
- 3-5 février : championnats du monde de cyclo-cross, à Hoogerheide aux Pays-Bas
- 8-13 février  : championnats d'Europe sur piste, à Granges, en Suisse
- 8-13 février  : championnats d'Afrique sur route, à Accra, au Ghana
- 9-12 février : Tour des Émirats arabes unis féminin (UCI World Tour féminin)
- 15-18 février : Coupe du monde de BMX freestyle, manche de Diriyah
- 18 février : Championnats du monde de cyclisme esport
- 20-26 février : Tour des Émirats arabes unis (UCI World Tour)
- 23-26 février : Coupe des nations sur piste, manche de Jakarta
- 25 février :  Circuit Het Nieuwsblad (UCI World Tour)
- 25 février :  Circuit Het Nieuwsblad féminin (UCI World Tour féminin)

### Mars
- 4 mars : Strade Bianche (UCI World Tour)
- 4 mars : Strade Bianche féminines (UCI World Tour féminin)
- 5-9 mars : championnats d'Afrique sur piste, au Caire, en Égypte
- 5-12 mars : Paris-Nice (UCI World Tour)
- 6-12 mars : Tirreno-Adriatico (UCI World Tour)
- 11 mars : Tour de Drenthe féminin (UCI World Tour féminin)
- 14-17 mars : Coupe des nations sur piste, manche du Caire
- 18 mars : Milan-San Remo (UCI World Tour)
- 19 mars : Trofeo Alfredo Binda-Comune di Cittiglio (UCI World Tour féminin)
- 19 mars : championnats d'Océanie VTT cross-country, à Brisbane, en Australie
- 22-26 mars : Tour de Catalogne (UCI World Tour)
- 22 mars : Classic Bruges-La Panne (UCI World Tour)
- 23 mars : Classic Bruges-La Panne féminine (UCI World Tour féminin)
- 24 mars : E3 Saxo Bank Classic (UCI World Tour)
- 24-28 mars : championnats d'Océanie sur piste, à Brisbane, en Australie
- 26 mars : Gand-Wevelgem (UCI World Tour)
- 26 mars : Gand-Wevelgem féminin (UCI World Tour féminin)
- 29 mars : À travers les Flandres (UCI World Tour)

### Avril
- 2 avril : Tour des Flandres (UCI World Tour)
- 2 avril : Tour des Flandres féminin (UCI World Tour féminin)
- 3-8 avril : Tour du Pays basque (UCI World Tour)
- 8 avril : Paris-Roubaix Femmes (UCI World Tour féminin)
- 9 avril : Paris-Roubaix (UCI World Tour)
- 15-16 avril : championnats d'Océanie VTT descente, à Toowoomba, en Australie
- 16 avril : Amstel Gold Race (UCI World Tour)
- 16 avril : Amstel Gold Race féminine (UCI World Tour féminin)
- 16 avril : championnats d'Océanie de BMX, à Rotorua, en Nouvelle-Zélande
- 18-23 avril  : championnats panaméricains sur route, au Panama
- 19 avril :  Flèche wallonne (UCI World Tour)
- 19 avril :  Flèche wallonne féminine (UCI World Tour féminin)
- 20-23 avril : Coupe des nations sur piste, manche de Milton
- 23 avril : Liège-Bastogne-Liège (UCI World Tour)
- 23 avril : Liège-Bastogne-Liège féminin (UCI World Tour féminin)
- 25-30 avril :  Tour de Romandie (UCI World Tour)
- 26-30 avril  : championnats panaméricains de VTT, à Congonhas, au Brésil

### Mai
- 1er mai : Eschborn-Francfort (UCI World Tour)
- 1er-7 mai : La Vuelta Femenina (UCI World Tour féminin)
- 6-13 mai : Jeux d'Asie du Sud-Est
- 6-28 mai : Tour d'Italie (UCI World Tour)
- 7 mai : championnats panaméricains de BMX freestyle, à Asuncion, au Paraguay
- 12-14 mai : Tour du Pays basque féminin (UCI World Tour féminin)
- 12-14 mai : Coupe du monde de VTT, manche de Nove Mesto
- 17-21 mai : Coupe du monde de BMX freestyle, manche de Montpellier
- 18-21 mai : Tour de Burgos féminin (UCI World Tour féminin)
- 21 mai  : Coupe du monde de cross-country eliminator, manche de Sakarya
- 26-28 mai : RideLondon-Classique (UCI World Tour féminin)
- 27 mai : championnats panaméricains de BMX, à Riobamba, en Équateur

### Juin
- 3-4 juin : Coupe du monde de BMX, manches de Sakarya
- 4 juin  : Coupe du monde de cross-country eliminator, manche de Louvain
- 4-11 juin : Critérium du Dauphiné (UCI World Tour)
- 9-11 juin : Coupe du monde de VTT, manche de Lenzerheide
- 11 juin  : championnats d'Europe de VTT marathon, à Laissac, en France
- 11-18 juin : Tour de Suisse (UCI World Tour)
- 14-18 juin  : championnats panaméricains sur piste, à San Juan, en Argentine
- 14-19 juin : championnats d'Asie sur piste, à Nilai, en Malaisie
- 15-18 juin : Coupe du monde de VTT, manche de Leogang
- 18 juin  : championnats panaméricains de VTT marathon, à Antioquia, en Colombie
- 21-25 juin : Jeux européens, en Pologne
- 22 juin : championnats d'Europe de BMX frestyle, à Krzeszowice, en Pologne
- 24-25 juin : Coupe du monde de BMX, manches de Papendal
- 25 juin  : championnats d'Europe de VTT, à Krynica-Zdrój, en Pologne
- 25 juin-7 juillet  : Jeux d'Amérique centrale et des Caraïbes
- 30 juin-2 juillet : Coupe du monde de VTT, manche de Val di Sole
- 30 juin-9 juillet : Tour d'Italie féminin (UCI World Tour féminin)

### Juillet
- 1er-23 juillet :  Tour de France (UCI World Tour)
- 6-9 juillet : Coupe du monde de BMX freestyle, manche de Bruxelles
- 7 juillet : inauguration du vélodrome Luis-Ocaña
- 7-9 juillet : championnats d'Europe de BMX, à Besançon, en France
- 15 juillet : Coupe du monde de cross-country eliminator, manche d'Aalen
- 16 juillet : championnats d'Asie de BMX,à Tagaytay, aux Philippines
- 23-30 juillet : Tour de France Femmes (UCI World Tour féminin)
- 29 juillet : Classique de Saint-Sébastien (UCI World Tour)
- 29 juillet-4 août : Tour de Pologne (UCI World Tour)

### Août
- 3-13 août : Championnats du monde de cyclisme UCI, à Glasgow, au Royaume-Uni
- 13 août : Coupe du monde de cross-country eliminator, manche d'Audenarde
- 20 août :  Cyclassics Hamburg (UCI World Tour)
- 20 août : Championnats d'Europe de VTT, aux Menuires, en France
- 22-27 août : Tour de Scandinavie féminin (UCI World Tour féminin)
- 23-27 août : Renewi Tour (UCI World Tour)
- 23-27 août : championnats du monde sur piste juniors, à Cali, en Colombie
- 25-27 août : Coupe du monde de VTT, manche de Vallnord
- 26 août-17 septembre : Tour d'Espagne  (UCI World Tour)

### Septembre
- 1er-3 septembre : Coupe du monde de VTT, manche de Loudenvielle
- 3 septembre : Grand Prix de Plouay féminin (UCI World Tour féminin)
- 3 septembre :  Bretagne Classic (UCI World Tour)
- 5-10 septembre : Simac Ladies Tour (UCI World Tour féminin)
- 7-17 septembre : Coupe du monde de VTT, manche des Gets
- 8 septembre :  Grand Prix cycliste de Québec (UCI World Tour)
- 10 septembre :  Grand Prix cycliste de Montréal (UCI World Tour)
- 15-17 septembre : Tour de Romandie féminin (UCI World Tour féminin)
- 16 septembre : Coupe du monde de cross-country eliminator, manche de Paris
- 17 septembre : championnats d'Océanie VTT cross-country marathon, à Dwellingup, en Australie
- 20-24 septembre  : championnats d'Europe sur route, à Drenthe, aux Pays-Bas
- 23-24 septembre : Coupe du monde de BMX, manches de Sarrians
- 25 septembre-5 octobre : Jeux asiatiques, à Hangzhou, en Chine
- 28 septembre-1er octobre  : Coupe du monde de VTT, manche de Snowshoe
- 30 septembre : Coupe du monde de cross-country eliminator, manche de Barcelone

### Octobre
- 6-8 octobre  : Coupe du monde de VTT, manche de Mont-Sainte-Anne
- 7 octobre : Tour de Lombardie (UCI World Tour)
- 7-8 octobre : Coupe du monde de BMX, manches de Santiago del Estero
- 12-14 octobre : Tour de l'île de Chongming (UCI World Tour féminin)
- 12-15 octobre  : championnats panaméricains de VTT descente, à Cusco, au Pérou
- 12-17 octobre : Tour du Guangxi (UCI World Tour)
- 13-14 octobre : Coupe du monde de BMX, manches de Santiago del Estero
- 15 octobre : Championnats du monde de cross-country éliminatoire, à Palangkaraya, en Indonésie
- 17 octobre : Tour du Guangxi féminin (UCI World Tour féminin)
- 24-27 octobre : Jeux panaméricains, à Santiago, au Chili